# René Gavinet
Marcel René Gavinet, né le 26 mars 1921 à Paris et mort le 12 septembre 2018 à Bagnols-sur-Cèze, est un céiste français de slalom. 
Aux Championnats du monde 1949 à Genève ainsi qu'aux Championnats du monde 1953 à Merano, il est médaillé d'or en canoë biplace (C2) par équipe.
Aux Championnats du monde 1955 à Tacen, il est médaillé d'argent en C2 mixte avec son épouse Simone Gavinet.